# Desmeocraera olivina
Desmeocraera olivina är en fjärilsart som beskrevs av Sergius G. Kiriakoff 1958. Desmeocraera olivina ingår i släktet Desmeocraera och familjen tandspinnare. Inga underarter finns listade i Catalogue of Life.